# Карл Гаммердерфер
Карл Гаммердерфер (нім. Karl Hammerdörfer; 1758 — 17 квітня 1794) — німецький історик, письменник, журналіст.

## Біографія
Від 1787 — професор філософії Єнського університету. Співавтор історико-географічної хрестоматії «Європа, Азія, Африка й Америка» (4 т.), автор «Загальної всесвітньої історії» (4 т.), «Історії Польського королівства» (3 т.).
1789 опублікував у Лейпцигу (Німеччина) скорочений і виправлений переклад німецькою мовою «Анналів» Жана-Бенуа Шерера під назвою «Історія українських та запорозьких козаків з додатком деяких відомостей про їх устрій та звичаї». Праця складається з 2 частин. У 1-й подаються відомості про географію України, у 2-й — історія українського козацтва, в додатку наводиться договір гетьмана Данила Апостола з царським урядом 1728 — «Рішительні пункти» 1728 імператора Петра II.